# Jonathan M. Woodward
Jonathan M. Woodward (né le 20 novembre 1973  à Moscow, Idaho) est un acteur américain.

## Biographie
Jonathan M. Woodward est diplômé de l'Université de New York (1998).
Il est l'un des trois acteurs à avoir joué dans les trois premières séries télévisées créées par Joss Whedon :  Holden Webster dans Buffy contre les vampires, Knox dans Angel et Tracey dans Firefly.

## Filmographie

### Cinéma
- 2002 : The Year That Trembled de Jay Craven : Charlie Kerrigan
- 2002 : Pipe Dream de John Walsh : Boyd
- 2005 : The Notorious Bettie Page de Mary Harron : Marvin
- 2010 : Drones : Brian

### Télévision
- 2000 : New York 911 (saison 2, épisode 10) : Ross
- 2001 : Mon combat : Dr. Jason Posner
- 2002 : Buffy contre les vampires (saison 7, épisode 7) : Holden Webster
- 2002 : A Town Without Pity : Bobby Wayne
- 2003 : Firefly (saison 1, épisode 14) :  Tracey
- 2004 : Angel (saison 4, ép. 22 et saison 5, ép. 1-5-7-14-15-16) : Knox
- 2006 : NCIS : Enquêtes spéciales (saison 4, épisode 8) : Andy Nelson
- 2011 : Those Video Guys (3 épisodes ) : lui-même
- 2015 : Deadline: Crime with Tamron Hall (1 épisode, Never Stop Looking) : Charles
- 2016 : Unforgettable (1 épisode, Breathing Space) : Professor Dawes